# Chiesa di San Giorgio (Chieri)
La chiesa di San Giorgio è un luogo di culto cattolico di Chieri, in provincia di Torino, edificata in cima al colle, dove più anticamente sorgeva un castrum del X secolo, all'interno del quale già esisteva una cappella dedicata al santo.
La torre landolfiana, che servì sia da torre civica durante la Repubblica di Chieri, sia da campanile, e una prima chiesa in forme gotiche risalgono al XIV secolo. Distrutta da un incendio nel 1412, la chiesa venne ricostruita nel 1442 e rivolta verso la città.
Il campanile venne restaurato nel 1676 e coperto da una cupola a pagoda.
L'attuale facciata, opera di Bernardo Antonio Vittone, è del 1752.
All'interno vi è, sotto l'altar maggiore, una cripta dedicata a San Michele e completamente affrescata.
La chiesa conserva una Resurrezione di Cristo, di Guglielmo Caccia detto "Il Moncalvo" e una campana in bronzo del 1452.

## Bibliografia

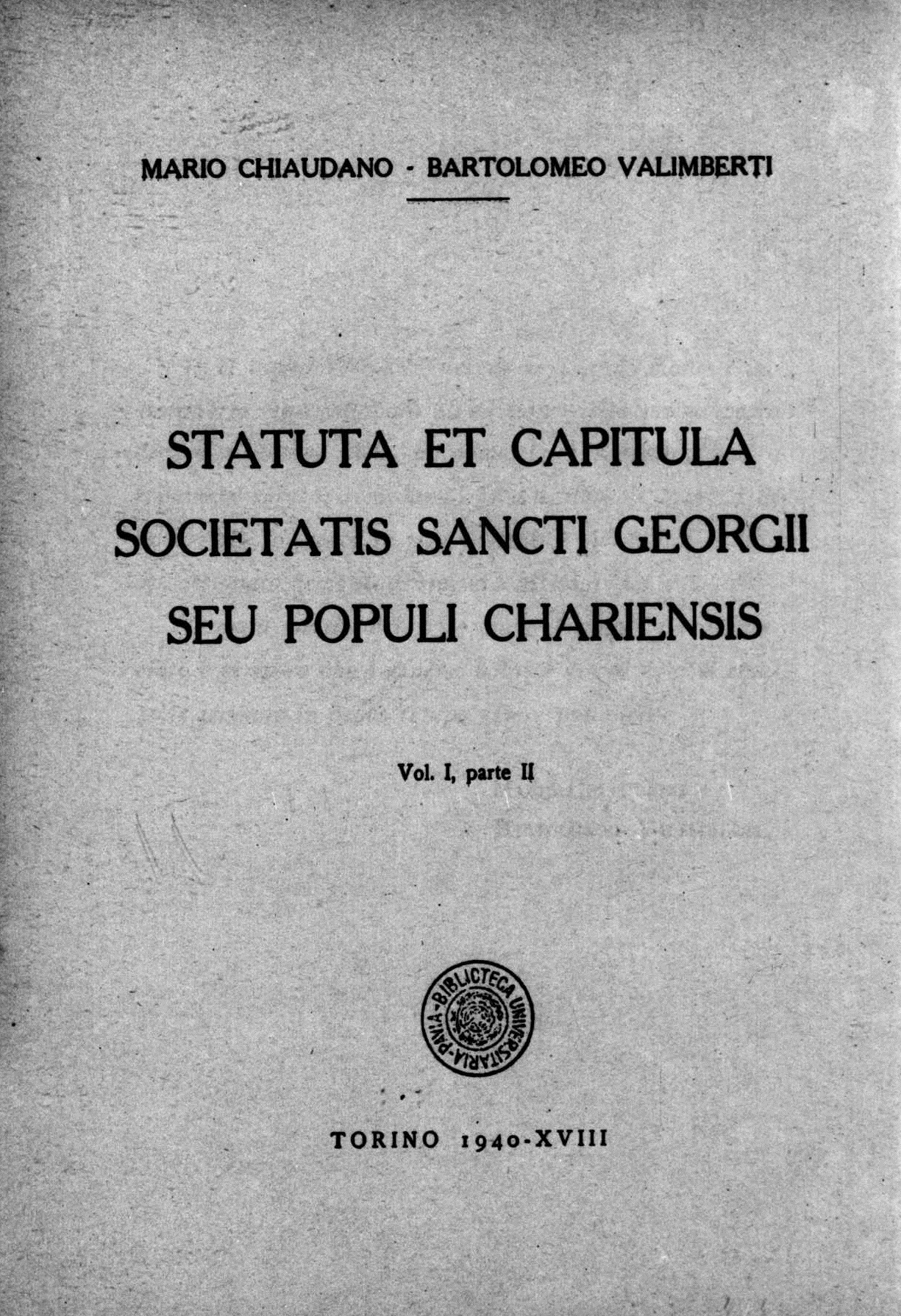
Mario Chiaudano, Statuta et capitula societatis Sancti Georgii seu populi Charensis, vol. I, 1940
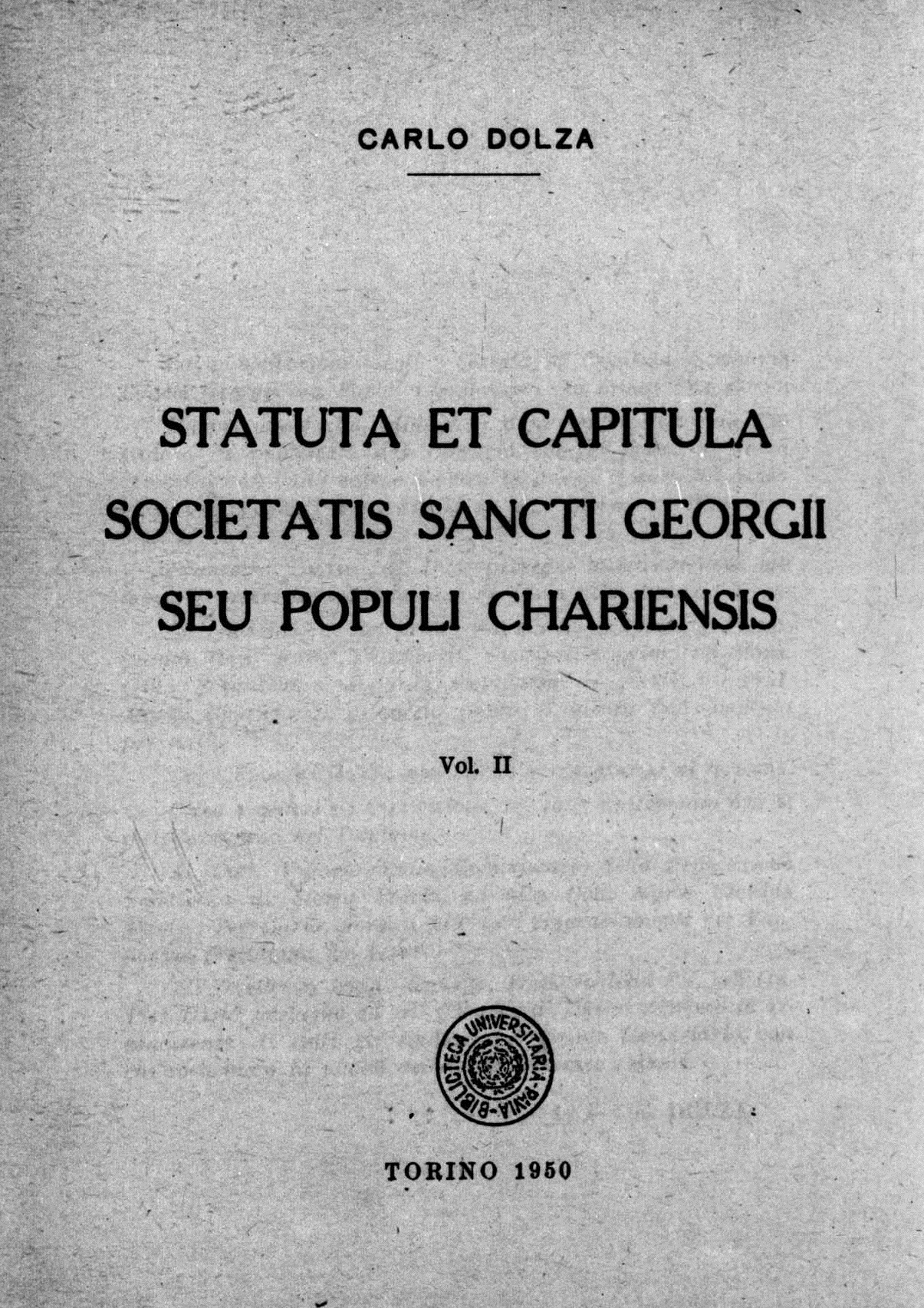
Carlo Dolza, vol. II, 1950